# 1000-km-Rennen von Suzuka 1992

Streckenlayout des Suzuka International Racing Course 1992

Das 1000-km-Rennen von Suzuka 1992, auch SWC Suzuka 1000 km, Suzuka, fand am 30. August auf dem Suzuka International Racing Course statt und war der fünfte Wertungslauf der Sportwagen-Weltmeisterschaft dieses Jahres.

## Das Rennen
Wie die Rennen der Sportwagen-Weltmeisterschaft dieses Jahres zuvor, war auch das 1000-km-Rennen von Suzuka von der klaren Überlegenheit der Peugeot-Werksmannschaft geprägt. Im Ziel hatte das Siegerduo Derek Warwick und Yannick Dalmas im Peugeot 905 Evo 1 einen Vorsprung von einer Runde auf den Toyota TS010, gefahren von Jan Lammers, Geoff Lees und David Brabham.

## Ergebnisse

### Schlussklassement
| 1               | C1      | 1  | Peugeot Talbot Sport       | Derek Warwick Yannick Dalmas                   | Peugeot 905 Evo 1 | 171 |
| 2               | C1      | 7  | Toyota Team Tom’s          | Jan Lammers Geoff Lees David Brabham           | Toyota TS010      | 170 |
| 3               | C1      | 2  | Peugeot Talbot Sport       | Philippe Alliot Mauro Baldi                    | Peugeot 905 Evo 1 | 163 |
| 4               | JSPC    | 44 | From A Racing              | Mauro Martini Katsutomo Kaneishi Jeff Krosnoff | Nissan R91CK      | 163 |
| 5               | C1      | 3  | Euro Racing                | Jesús Pareja Hideshi Matsuda                   | Lola T92/10       | 160 |
| 6               | FIA CUP | 22 | Chamberlain Engineering    | Ferdinand de Lesseps Nick Adams                | Spice SE89C       | 144 |
| 7               | FIA Cup | 41 | Chamberlain Engineering    | Jun Harada Tomiko Yoshikawa Divina Galica      | Spice SE89C       | 98  |
| Ausgefallen     |         |    |                            |                                                |                   |     |
| 8               | C1      | 5  | Mazdaspeed                 | Maurizio Sandro Sala Alex Caffi Takashi Yorino | Mazda MXR-01      | 104 |
| 9               | C1      | 8  | Toyota Team Tom’s          | Andy Wallace Masanori Sekiya Kenny Acheson     | Toyota TS010      | 83  |
| 10              | JSPC    | 43 | British Barn International | Hideo Fukuyama Jirō Yoneyama Takahiko Hara     | Tom’s BB90R       | 40  |
| 11              | C1      | 4  | Euro Racing                | Cor Euser Heinz-Harald Frentzen David Tennyson | Lola T92/10       | 31  |
| Nicht gestartet |         |    |                            |                                                |                   |     |
| 12              | C1      | 1T | Peugeot Talbot Sport       | Derek Warwick                                  | Peugeot 905       | 1   |
| 13              | C1      | 2T | Peugeot Talbot Sport       | Philippe Alliot                                | Peugeot 905       | 2   |
| 14              | C1      | 8T | Toyota Team Tom‘s          | Masanori Sekiya Andy Wallace Kenny Acheson     | Toyota TS010      | 3   |

1 Ersatzwagen
2 Ersatzwagen
3 Ersatzwagen

### Nur in der Meldeliste
| Pos. | Klasse | Nr. | Team                  | Fahrer                      | Chassis  |
| ---- | ------ | --- | --------------------- | --------------------------- | -------- |
| 15   | C1     | 9   | British Racing Motors | Wayne Taylor Harri Toivonen | BRM P351 |

### Klassensieger
| Klasse  | Fahrer               | Fahrer             | Fahrer        | Fahrzeug          | Platzierung im Gesamtklassement |
| ------- | -------------------- | ------------------ | ------------- | ----------------- | ------------------------------- |
| C1      | Derek Warwick        | Yannick Dalmas     |               | Peugeot 905 Evo 1 | Gesamtsieg                      |
| JSPC    | Mauro Martini        | Katsutomo Kaneishi | Jeff Krosnoff | Nissan R91CK      | Rang 4                          |
| FIA Cup | Ferdinand de Lesseps | Nick Adams         |               | Spice SE89C       | Rang 6                          |

### Renndaten
- Gemeldet: 15
- Gestartet: 11
- Gewertet: 7
- Rennklassen: 3
- Zuschauer: 36000
- Wetter am Renntag: sonnig und heiß
- Streckenlänge: 5,859 km
- Fahrzeit des Siegerteams: 5:30:09,627 Stunden
- Gesamtrunden des Siegerteams: 171
- Gesamtdistanz des Siegerteams: 1002,749 km
- Siegerschnitt: 182,228 km/h
- Pole Position: Philippe Alliot – Peugeot 905 Evo 1 (#1) – 1.43.957 – 203,070 km/h
- Schnellste Rennrunde: Philippe Alliot – Peugeot 905 Evo 1 (#1) 1.50.660 – 190,768 km/h
- Rennserie: 5. Lauf zur Sportwagen-Weltmeisterschaft 1992